# Ecliptica (Album)
Ecliptica ist das Debütalbum der finnischen Powermetal-Band Sonata Arctica. Es erschien am 22. November 1999 über Spinefarm Records und hielt sich 4 Wochen in den finnischen Charts.
Im Jahr 2014 wurde das Album, zum 15-jährigen Jubiläum, von der Band neu vertont und unter dem Titel Ecliptica Revisited: 15th Anniversary Edition veröffentlicht.

## Hintergrund
Schon vor der Veröffentlichung des Albums wurde die Single UnOpened veröffentlicht und erreichte damit die finnischen Charts.
»Ecliptica« wurde in den Tico-Tico Studios aufgenommen. Um Ihr Album zu promoten, gingen Sonata Arctica mit Stratovarius und Rhapsody auf Tour.
2014 gab die Band bekannt, zum 15-jährigen Jubiläum ihres Debütalbums, dieses neu aufzunehmen und zu veröffentlichen. Am 24. Oktober 2014 wurde die Neuaufnahme unter dem Titel Ecliptica Revisited: 15th Anniversary Edition veröffentlicht. Die erste Single der Neuaufnahme war „Kingdom for a Heart“, die am 12. September 2014 digital veröffentlicht wurde. Laut Klingenberg wurde das Lied ausgewählt, um „den Gesamtklang des Albums darzustellen“.
Die Lieder des Albums befassen sich mit unterschiedlichen Themen. Blank File befasst sich beispielsweise mit der Privatsphäre im Internet. Außerdem soll Dana O’Hara, die in Letter to Dana angesprochen wird, eine Anspielung an Dana Scully aus Akte X sein.

## Trackliste
| Nr.          | Titel                 | Autor(en)                    | Länge |
| ------------ | --------------------- | ---------------------------- | ----- |
| 1.           | Blank File            | Tony Kakko                   | 4:05  |
| 2.           | My Land               | Tony Kakko                   | 4:36  |
| 3.           | 8th Commandment       | Tony Kakko, Jani Liimatainen | 3:41  |
| 4.           | Replica               | Tony Kakko                   | 4:55  |
| 5.           | Kingdom for a Heart   | Tony Kakko                   | 3:51  |
| 6.           | FullMoon              | Tony Kakko                   | 5:05  |
| 7.           | Letter to Dana        | Tony Kakko                   | 6:00  |
| 8.           | UnOpened              | Tony Kakko                   | 3:42  |
| 9.           | Picturing the Past    | Tony Kakko, Jani Liimatainen | 3:36  |
| 10.          | Destruction Preventer | Tony Kakko                   | 7:40  |
| Gesamtlänge: | Gesamtlänge:          | Gesamtlänge:                 | 47:11 |

| Nr.          | Titel                         | Autor(en)                                 | Länge |
| ------------ | ----------------------------- | ----------------------------------------- | ----- |
| 11.          | I Can’t Dance (Genesis-Cover) | Tony Banks, Phil Collins, Mike Rutherford | 3:52  |
| Gesamtlänge: | Gesamtlänge:                  | Gesamtlänge:                              | 51:03 |

## Charts
| Jahr | Titel Musiklabel                                            | Höchstplatzierung, Gesamtwochen, AuszeichnungChartsChartplatzierungen (Jahr, Titel, Musiklabel, Platzierungen, Wochen, Auszeichnungen, Anmerkungen) | Anmerkungen |
| Jahr | Titel Musiklabel                                            | FI | Anmerkungen |
| ---- | ----------------------------------------------------------- | --- | ----------- |
| 1999 | Ecliptica Spinefarm Records                                 | FI31 Gold · (4 Wo.)FI |             |
| 2015 | Ecliptica Revisited: 15th Anniversary Edition Nuclear Blast | FI20 (1 Wo.)FI |             |

## Kritik
„"Ecliptica" ist ein sehr gutes Album mit großartigen Songs und es war 1999 ein innovatives Album. Meiner Meinung nach ist dieses Album viel besser als Sonata Arcticas nächstes Album, ‚Silence‘. Während ‚Silence‘ eine bessere Produktion hat, hat ‚Ecliptica‘ eine bessere Atmosphäre und insgesamt interessantere Kompositionen.“

### Kritik zu Ecliptica Revisited: 15th Anniversary Edition
„Ob die Neuproduktion tatsächlich notwendig war, muss aber jeder für sich selbst entscheiden. Sicher ist, dass SONATA ARCTICA mit ‚Ecliptica – Revisited‘ das Rad nicht neu erfunden haben. Das Album ruft aber auf jeden Fall erneut ins Gedächtnis, wie die Erfolgsgeschichte der Band damals begann. Und zumindest für diejenigen, die bisher nicht zugegriffen haben, ist die ‚Revisited‘-Version nahezu ein Muss – für alte Fans ist sie zumindest zu empfehlen.“

„Zum nostalgischen Abschweifen in die Zeiten vor den einschneidenden Veränderungen und dem Verglimmen des Funkens taugt ECLIPTICA – REVISITED allemal. Für Fans, die das Original bereits in guter Qualität besitzen, mag sich eine kurze Hörprobe durchaus lohnen – im Regal stehen muss die Neuaufnahme von ECLIPTICA allerdings nicht.“